# محمد معین
محمّد معین مظفری (۹ اردیبهشت ۱۲۹۷ – ۱۳ تیر ۱۳۵۰) یکی از محققان و پدیدآورندهٔ یکی از مهم‌ترین واژه‌نامه‌های فارسی یعنی فرهنگ فارسی معین است. آرامگاه وی در آستانهٔ اشرفیه قرار دارد. نیما یوشیج در وصیت‌نامه‌اش، اختیار چاپ آثارش را به معین داده‌بود.

## زندگی
محمد معین مظفری در روز نهم اردیبهشت ۱۲۹۷ در محلهٔ زرجوب رشت زاده شد. پدرش شیخ ابوالقاسم از روحانیان شهر رشت بود. بر اساس صفحهٔ اول دستخطّی که وی در مورد زندگی خود نوشته، تاریخ تولد وی ۱۷ رجب سال ۱۳۳۲ (قمری) برابر با ۲۱ خرداد سال ۱۲۹۳ است. در متن دانشنامهٔ دکترا، سال تولَد وی سال ۱۲۹۱ ذکر شده است ولی در نوشتهٔ قاب‌شده‌ای که در خانهٔ وی و در اتاق کارش به دیوار آویخته است، تاریخ تولد او دوشنبه ۹ اردیبهشت ۱۲۹۷ نوشته شده است.
او که اولین فرزند خانواده بود، در سن شش سالگی مادرش را بر اثر بیماری حصبه از دست داد و پنج روز پس از فوت مادر، پدرش نیز به سبب همین بیماری درگذشت. بیماری حصبه در رشت شیوع یافت و در آن سال ۲۸۰۰۰ نفر درگذشتند. جد پدری او شیخ محمدتقی معین‌العلما که در سلک علمای روحانی بود، به تربیت وی همت گذاشت. محمد معین پیشرفت علمی و معنوی خود را مدیون او می‌دانست. جد مادری او شیخ محمد سعیر نیز از علما و مدرسان علوم قدیمه بود.
او در سال ۱۳۰۴ دورهٔ شش سالهٔ ابتدایی را در دبستان اسلامی رشت در دو سال به پایان رساند. دورهٔ اول متوسطه را در «دبیرستان نمره ۱» رشت (که بعدها به نام دبیرستان شاهپور خوانده شد) به اتمام رساند و دورهٔ دوم متوسطه را در رشتهٔ ادبی در دبیرستان دارالفنون تهران به سرانجام رساند. در اوان تحصیل در دبیرستان، صرف و نحو عربی و بخشی از علوم قدیمه را نزد پدربزرگش و سید مهدی رشت‌آبادی فرا گرفت. در سال ۱۳۱۰ در دانشسرای عالی در رشتهٔ ادبیات و فلسفهٔ علوم تربیتی به تحصیل پرداخت. در سال ۱۳۱۳ با نوشتن پایان‌نامه‌ای به زبان فرانسه در مورد شاعر فرانسوی «لوکونت دو لیل» در رشتهٔ ادبیات و فلسفه به اخذ مدرک کارشناسی نایل شد.

پس از طی دورهٔ شش-ماههٔ دانشکدهٔ افسری احتیاط، شش ماه اول سال ۱۳۱۴ را به خدمت افسری گذرانید و در مهر ماه آن سال به دبیری دبیرستان شاهپور اهواز منصوب شد. پس از سه ماه، ریاست دانشسرای شبانه‌روزی اهواز را یافت و در عین حال عضویت تحقیق اوقاف و ریاست پیشاهنگی و تربیت بدنی استان ششم به عهدهٔ وی بود. در همین ایام به وسیلهٔ مکاتبهٔ آموزشگاه روان‌شناسی بروکسل، که تحت نظر Elmer Knowles روان‌شناس اداره می‌شد، روان‌شناسی عملی و دیگر شعب آن از قبیل خط‌شناسی، قیافه‌شناسی و مغزشناسی را فراگرفت.
در سال ۱۳۱۸ به تهران منتقل گردید. در حین تصدی معاونت و سپس کفالت اداره دانشسراها در وزارت فرهنگ، برای دورهٔ دکترا در ادبیات فارسی در دانشگاه تهران ثبت نام نمود. پس از چندی با حفظ سمت به دبیری دانشکدهٔ ادبیات منصوب گردید. در روز سه‌شنبه، ۱۷ شهریور سال ۱۳۲۱ از پایان‌نامهٔ دکترای خود با عنوان «مزدیسنا و تأثیر آن در ادبیات پارسی» دفاع کرد. پایان‌نامهٔ او با راهنمائی ابراهیم پورداوود با قید «بسیار خوب» پذیرفته شد و محمد معین به عنوان نخستین دانش‌آموخته دورهٔ دکترای ادبیات فارسی در ایران شناخته شد. از آن پس به سمت دانشیار و سپس به سمت استاد کرسی «تحقیق در متون ادبی» در دانشکده ادبیات برگزیده شد. دکتر معین به زبانهای فرانسه، انگلیسی، عربی و آلمانی تسلط کامل داشت و زبان‌های پهلوی اوستایی و فارسی باستان و بعضی لهجه‌های محلی را خوب می‌دانست.
در ۱۳۲۱ ازدواج کرد که نتیجه آن ۴ فرزند می‌باشد. او وصی نیما یوشیج برای انتشار آثارش نیز بود.
از آغاز سال ۱۳۲۵ شمسی که چاپ لغت‌نامه دهخدا طبق قانون، در مجلس شورای ملی آغاز شد، معین به همکاری علی‌اکبر دهخدا برگزیده شد. در دی ماه ۱۳۳۴ با موافقت علی‌اکبر دهخدا، سازمان لغتنامه از منزل شخصی دهخدا به مجلس شورای ملی منتقل شد و براساس وصیت‌نامه دهخدا، معین به ریاست امور علمی آن سازمان منصوب گردید. در اسفند ۱۳۳۶ سازمان مذکور به دانشکده ادبیات دانشگاه تهران انتقال یافت و طبق اساسنامه مصوب شورای دانشگاه، ریاست سازمان لغت‌نامه به عهده محمد معین گذاشته شد. وی این سمت را تا آخرین روزی که دچار سکته گردید به عهده داشت.

## پیشنهاد سناتوری و ریاست دانشگاه تهران
گفته می‌شود به محمد معین، سناتوری  انتصابی رشت پیشنهادشد، و او در جواب در حالی که مشغول بررسی کتاب بود، با ناراحتی گفت: «مگر خدمتی که اکنون می‌کنم، ارزنده نیست؟» و با این پاسخ از قبول سناتوری انتصابی سرباز زد.
همچنین وقتی در دوره ای به او در ریاست دانشکده ادبیات دانشگاه تهران پیشنهاد شد معین کنار کشید و در پاسخ به چرایی ایت کناره‌گیری گفت:
 چرا اینقدر در دنیای لغت و واژگان غوطه می‌خورید؟ دنیاهای دیگری هم هست»، در پاسخ می‌گوید: «خیلی خواسته‌اند مرا به آن دنیاها ببرند. بزمی ساخته‌اند، منقل و گَرد آورده‌اند، خواسته‌اند که من هم آن طور باشم، اما… من خودم را وقف مردم و خدمت به مردم کرده‌ام. خیلی مقام‌ها را دودستی برایم آورده‌اند؛ اما من دنبال کار خودم هستم. شما نمی‌دانید که ما چقدر به فرهنگ فارسی بدهکاریم.

### کما و درگذشت
وقتی دکتر محمد معین، پس از چند سال بیهوشی درگذشت، از خیل عظیم دانشگاهیان و دانشجویانی که او را می‌ستودند، فقط عده معدودی که از شمار انگشتان دست کمتر بودند در مراسم تشییع پیکر او شرکت کردند.»
فرهنگ فرهی، روزنامه‌نگار پیش‌کسوت ایرانی.

محمد معین در ۹ آذر ۱۳۴۵ پس از بازگشت از ترکیه، در دفتر گروه زبان و ادبیات فارسی، سکته کرد و پنج سال آخر زندگی‌اش را در حالت اغما گذراند.
وی را جهت معالجه بیشتر در ۱۴ مرداد ۱۳۴۶ به کانادا منتقل کردند ولی چون بهبودی در وضعیت او مشاهده نشد، در ۱۵ آبان ۱۳۴۶ به ایران بازگردانده شد و در بیمارستان فیروزگر بستری شد. محمد معین در ۱۳ تیر ۱۳۵۰ در همان بیمارستان درگذشت.
در مراسم خاکسپاری محمد معین، عده‌ای بسیار معدود شرکت داشتند که با توجه به شخصیت ادبی شناخته‌شده جهانی او، رنجش بسیاری از فرهنگ‌دوستان آن زمان را برانگیخت. ابوالقاسم انجوی شیرازی در فردای روز تشییع جنازه، مقاله‌ای انتقادی با عنوان «تهران بمیر» در روزنامه اطلاعات انتشار داد و این تشییع جنازه را از سر گِلِه از فرهنگ‌دوستان با تشییع جنازه مهوش مقایسه کرد.  همچنین محمود عنایت در یکی از سرمقاله‌هایش نوشت: «تهران مرگ محمد معین را حس نکرد».

### تکذیب حواشی درگذشت
مهدخت معین، دختر محمد معین در گفتگویی با روزنامه شرق؛ شرکت عده معدود در مراسم خاک‌سپاری پدرش در آستانه اشرفیه را تکذیب نمود. همچنین اشاره داشت برخی معتقدند رادیو محل مراسم خاکسپاری را عمداً به اشتباه اعلام کرده است.
مهین امیرجاهد، همسر محمد معین نیز که طی چند سالی که وی در بستر بیماری بود، از وی پرستاری نمود در تاریخ ۸ آذر ۱۳۹۲ خورشیدی درگذشت و پیکرش در کنار همسرش، در آستانه اشرفیه به خاک سپرده شد.

## آرامگاه معین

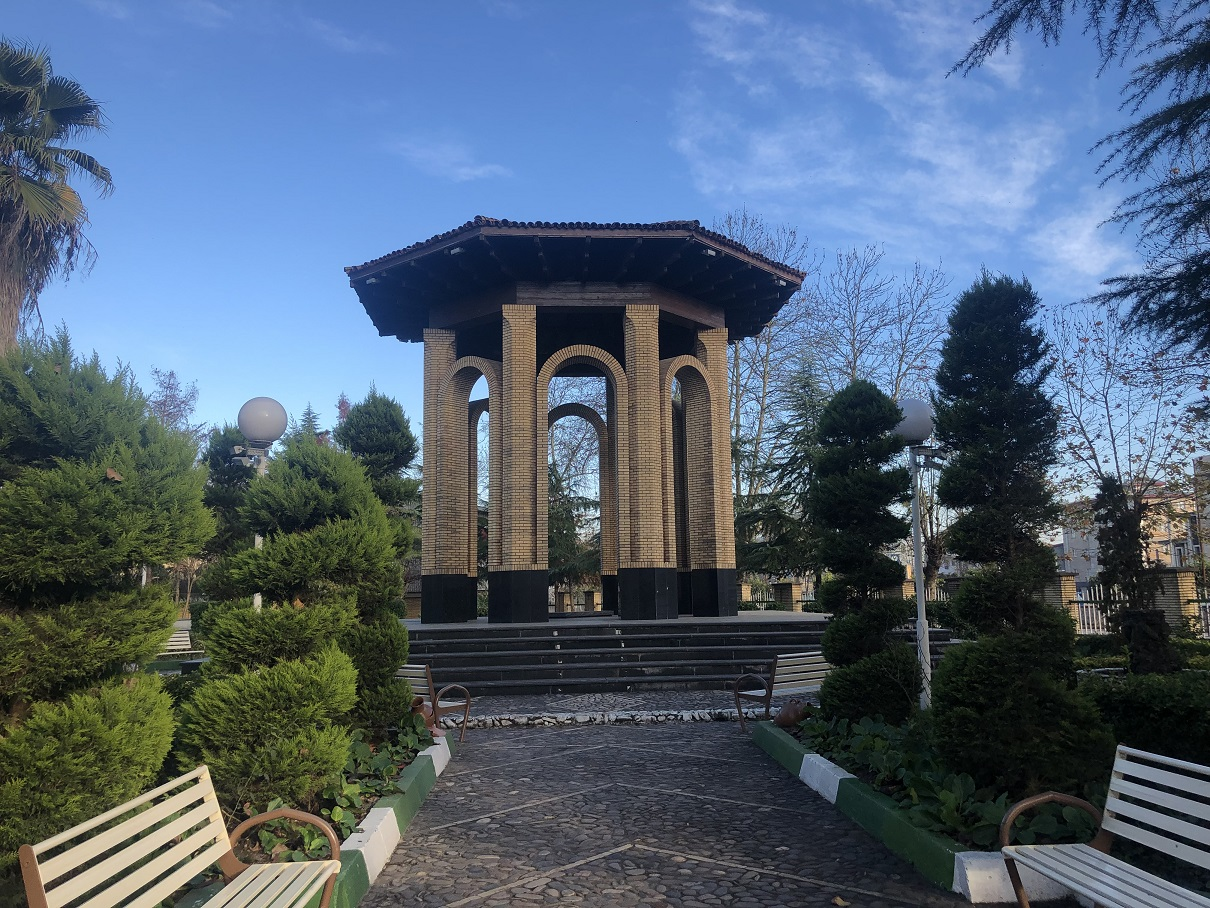
مقبره محمد معین در آستانه اشرفیه

محمد معین را پس از تشییع پیکر از مسجد فخرالدوله به سمت زادگاهش شهر رشت و آرمیدن در آرامگاه خانوادگی معین در شهر آستانه اشرفیه به خاک سپردند. وزارت فرهنگ و هنر، ساخت آرامگاه محمد معین را برعهده گرفت. در حیاط آرامگاه درختان چنار، صنوبر، یوکا، شمشاد و فواره آب و نیمکت و فضای سبز وجود دارد. آرامگاه او بنا به وصیت خودش، در کنار حشمت رود در شهر آستانه اشرفیه قرار دارد و سالانه مورد بازدید علاقه‌مندان به زبان و ادب فارسی است.

### رابطه زادگاه با آرامگاه
مهدخت معین فرزند معین دربارهٔ سنخیت زادگاه با آرامگاه وی گفته است: 
«پدر بزرگ شان، معین العلما روحانی بودند. به جهت آسید جلال الدین اشرف به آستانه علاقه داشتند. در سال‌های طاعون بزرگ رشت که جمعیت زیادی تلف شده بودند معین العلما که سرپرستی معین و برادرش را به عهده داشتند حدود دو سالی به این شهر مهاجرت کردند و مقیم شدند. معین العلما دوست شفیقی در این شهر داشت که حتی پس از مراجعت به رشت مرتب به دیدار دوست شفیق و زیارت آستانه اشرفیه می‌آمدند و نوه‌های خودشان، محمد و علی معین را با خودشان می‌آوردند.
در مدت اقامت کوتاه دو ساله و رفت‌وآمدهای مکرر معین به همراه جدش به آستانه اشرفیه و هم بازی شدن با بچه‌های محل در باغی که امروزه آرامگاه دکتر در آن قرار دارد موجبات تعلق خاطرش را به این شهر فراهم آورد.

در سال ۴۲ وقتی پدرم با برادرشان مهندس علی معین در آستانه قدم می‌زدند، پدرم محل فعلی آرامگاه را نشان می‌دهند و به برادرشان می‌گویند: اینجا، کنار حشمت رود محل بازی دوران کودکی ماست، خوب است که در اینجا آرامگاه خانوادگی بسازیم. بلافاصله عمویم اقدام می‌کنند، زارعان آن محل را راضی و باغ را خریداری می‌کنند و سه سال بعد یعنی سال ۴۵ آن حادثه – بیهوشی – برای پدرم اتفاق می‌افتد و سال ۵۰ که فوت می‌کنند، ایشان را به این محل منتقل می‌کنند و عموی من آن آرامگاه را به صورت اولیه می‌سازند.»

## خانه‌ها

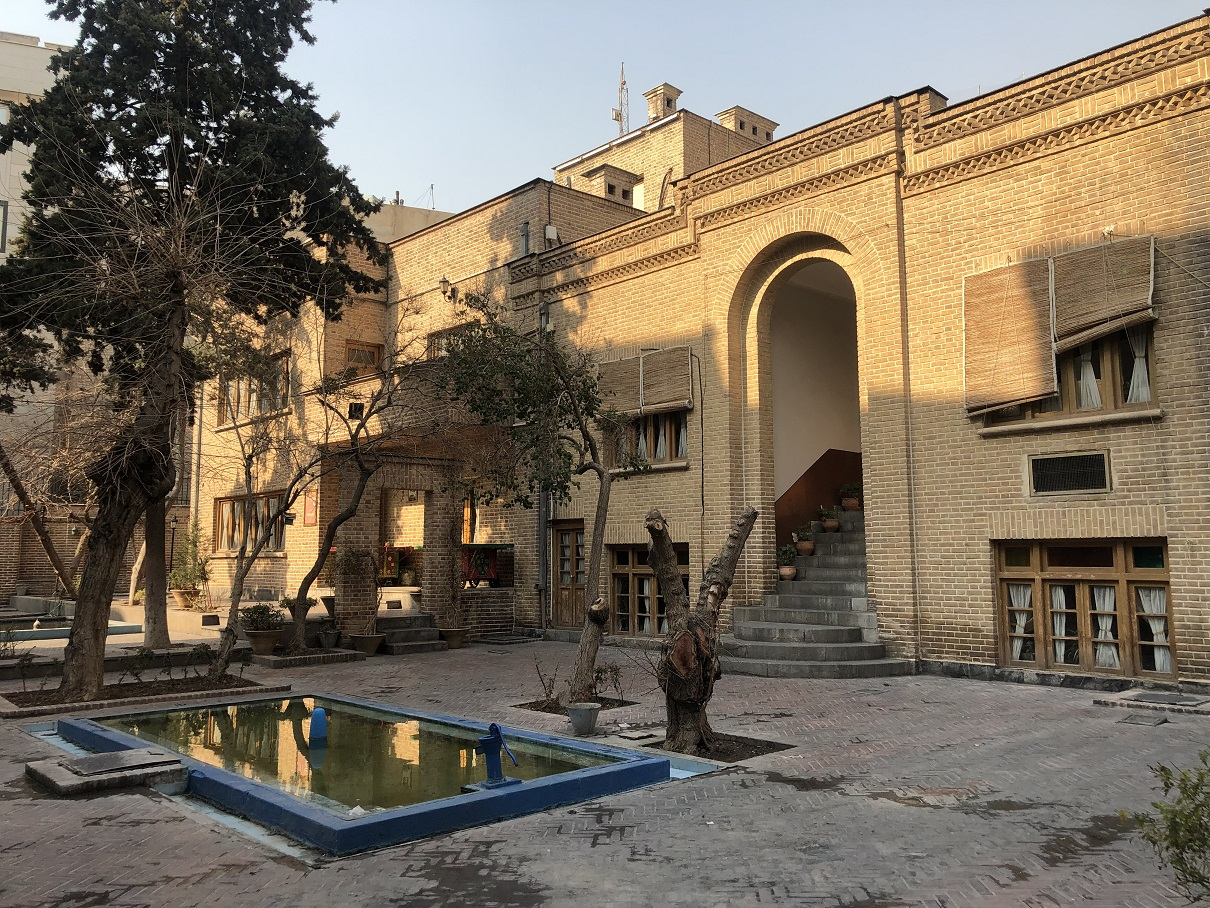
خانه موزهٔ استاد معین و امیرجاهد در تهران

### رشت
انتهای بن‌بست معین‌العلما در محله زرجوب خانه محل تولد و کودکی و نوجوانی محمد معین به شکل مخروبه‌ای است که در آن را با زنجیر بسته‌اند. در دهه ۱۳۸۰ این خانه را تبدیل به یک مدرسه غیرانتفاعی کردند. یک سال بعد مدرسه تعطیل و خانه تاریخی محمد معین با وجود باقی ماندن بسیاری از بخش‌های این خانه با قدمت بیش از یک قرن با بی‌تفاوتی مسئولان استان گیلان در وضعیت اسفباری رها شده است.

### تهران
سال ۱۳۸۰ خانه استاد معین در تهران به همراه خانه امیرجاهد، به منظور تأسیس موزه در اختیار شهرداری منطقه ۱۴ تهران قرار گرفت و حالا منزل شخصی معین، به‌عنوان مرکز فرهنگی استاد معین کاربری جدید یافته است.

## مسافرت‌ها
در تابستان سال ۱۳۳۳ به دعوت دانشگاه هاروارد به آمریکا رفت و از موسسات فرهنگی و فنی و هنری شرق آمریکا دیدار کرد. پس از آن در کتابخانه‌ها و موزه‌های لندن و پاریس نیز مطالعاتی به عمل آورد.
در تابستان ۱۳۳۶ جزو هیئت اعزامی دولت و دانشگاه تهران به کنگره خاورشناسی در مونیخ به اروپا رفت و مدتی در سوئیس و آلمان به پژوهش پرداخت. در کنگرهٔ مزبور به عضویت «کمیتهٔ مجموعهٔ کتیبه‌های ایرانی» (به انگلیسی: Corpus Inscription Iranicarum) و عضویت کمیتهٔ تألیف «فرهنگ پهلوی» منصوب گردید و سخنرانی تحت عنوان «هورقلیا» به زبان فرانسه ایراد نمود که خلاصهٔ آن در مجموعهٔ سخنرانی‌های کنگرهٔ مزبور درج گردید. در همین کنگره دوره برهان قاطع که به تصحیح و تفسیر او رسیده بود، از طرف والتر هنینگ و امیل بنونیست و محمدباقر (از پاکستان) مورد تقدیر قرار گرفت.
در آذر ماه ۱۳۳۶ به دعوت دانشگاه‌ها و فرهنگستانهای مسکو و لنینگراد و باکو، برای بازدید از موسسات علمی و سخنرانی در زمینهٔ فرهنگ و ادب ایران و رفع بعض اشکالات متون ادبی و دستور زبان فارسی به اتحاد جماهیر شوروی سفر کرد.
در ژانویهٔ همان سال در «موتمر اسلامی» (به انگلیسی: Islamic colloquium)که در لاهور شرکت کرد و در باب «صلح در نظر جلال الدین مولوی» به انگلیسی سخنرانی کرد که در مجموعهٔ موتمر به چاپ رسید.
در فروردین ۱۳۳۷ از طرف «مرکز ملی پژوهش‌های علمی» فرانسه (CNRS) برای بازدید از موسسات علمی فرانسه و ایراد سخنرانی‌ها در دانشگاه پاریس دعوت شد و تا آخر تابستان آن سال در فرانسه بود. در این مدت یک سلسله سخنرانی در مدرسه پژوهش‌های عالی در زمینه تصوّف ایرانی و تفاوت آن با شیخیه ایراد نمود که گزارش آن در سالنامه ۵۹–۱۹۵۸ مدرسهٔ مزبور مندرج است. علاوه بر این سخنرانی دربارهٔ جلال‌الدین محمد بلخی در دانشکدهٔ ادبیات دانشگاه سوربن ایراد نمود. در همین ایام به عضویت انجمن خاورشناسان Société Asiatique  در پاریس و انجمن فلسفی ارنست رنان پاریس درآمد. نیز چندی در کتابخانه‌ها و موزه‌های بلژیک و هلند به مطالعه پرداخت. در سال ۱۳۴۲ (برابر با ۶۴–۱۹۶۳ میلادی) طبق دعوت دانشگاه پرینستون آمریکا به آن کشور رفت. آذرماه ۱۳۴۵ برای شرکت در کنفرانس فرهنگ منطقه‌ای، به مدت یک هفته به ترکیه عزیمت نمود.

## امتیازات فرهنگی

نگاره ای از استاد معین

- معین در سالهای ۱۳۳۱ تا ۱۳۳۳ عضو شورای عالی فرهنگ بود.
- در کنگره‌های هزاره ابن سینا، هفتصدمین سال خواجه نصیرالدین طوسی، آزادی فرهنگ که در تهران برگزار شد، عضویت داشت و در آن‌ها به ایراد سخنرانی پرداخت.
- از سال۱۳۲۴ با پروفسور هانری کربن (خاورشناس فرانسوی) در تصحیح و نقد متون فلسفی و عرفانی فارسی و عربی همکاری داشت. در نتیجه این همکاری، یک سلسله کتب فارسی و عربی از طرف انیستیتوی ایران و فرانسه چاپ و منتشر شده است.
- در سال ۱۳۳۳ برای کتاب جامع الحکمتین ناصر خسرو که نخستین بار توسط هانری کربن و معین تصحیح و چاپ شده بود، از طرف فرهنگستان کتیبه‌شناسی و زبان‌های باستانی فرانسه Académie des Inscriptions et Belles-Lettres، به دریافت جایزه نایل شد.
- در تابستان ۱۳۳۷ بنا به تصویب هیئت وزیران ایران، به عنوان عضو فرهنگستان ایران انتخاب شد. این عضویت مجدداً در پاییز ۱۳۴۰ نیز از طرف هیئت وزیران تمدید شد.
- در مهرماه ۱۳۳۷ به عنوان «استاد ممتحن خارجی» دانشگاه پنجاب (پاکستان) برای مطالعه و اظهار نظر در رساله‌های دکترا آن دانشگاه برگزیده شد.
- در آذرماه ۱۳۳۸ از نیما یوشیج، پیشوای شعر نو در ایران وصیت‌نامه‌ای به دست آمد که در آن دکتر معین را بدون اینکه دیده باشد، به عنوان وصی تعیین کرده بود تا اشعار وی را بررسی کند و قسمت لازم را انتشار دهد و انتخاب و طبع اشعار نیز تحت نظر وی باشد.[۲۷]
- از تاریخ ۹ تا ۱۵ شهریور ۱۳۴۵ ریاست کمیسیون ادبیات را در کنگرهٔ جهانی ایران‌شناسان عهده‌دار بود.

## تصنیفات و تألیفات

### تألیف
۱. فرهنگ فارسی معین مشهور به فرهنگ معین؛ دوره کامل فرهنگ فارسی، شامل لغات فارسی، لغات و ترکیبات عربی متداول در فارسی، لغات اروپایی که به تدریج در فارسی وارد شده و اعلام اشخاص، اعلام جغرافیایی، در هفت هزار و نهصد صفحه و در شش مجلد، تهران: انتشارات امیرکبیر
۲. جلد اول حافظ شیرین سخن.، تهران، ۱۳۱۹
۳. یک قطعه شعر در پارسی باستان، تهران، ۱۳۲۲
۴. یوشت فریان و مرزبان نامه، تهران، ۱۳۲۲
۵. «علامه محمد قزوینی» در سالنامه پارس و نیز مجله فرهنگستان چاپ شد.، تهران، ۱۳۲۴
۶. «شاهان کیانی و هخامنشی در آثار الباقیه»، تهران، ۱۳۲۴
۷. ارداویرافنامه، تهران، ۱۳۲۵
۸. «روزشماری در ایران باستان و آثار آن در ادبیات پارسی»، تهران، ۱۳۲۵
۹. پورداوود، تهران، ۱۳۲۵
۱۰. «مزدیسنا و تأثیر آن در ادبیات پارسی»، تهران: انتشارات دانشگاه تهران، ۱۳۲۶
۱۱. شماره هفت و هفت پیکر نظامی، تهران: انتشارات مجله پشوتن، ۱۳۲۷
۱۲. حکمت اشراق و فرهنگ ایران، تهران، ۱۳۲۹
۱۳. «مفرد و جمع»، تهران، ۱۳۴۰
۱۴. اسم مصدر- حاصل مصدر، تهران: امیر کبیر، ۱۳۳۱
۱۵. امیر خسرو دهلوی، تهران: مجله مهر، ۱۳۳۱
۱۶. «برگزیده نثر فارسی» شماره اول (دوره‌های سامانیان، آل بویه)، تهران، ۱۳۳۲
۱۷. آیینه سکندر، تهران: مجله دانشکده ادبیات دانشگاه تهران، ۱۳۳۲
۱۸. هورقلیا، تهران: مجله دانشکده ادبیات دانشگاه تهران
۱۹. لغات فارسی ابن سینا، تهران: مجله دانشکده ادبیات دانشگاه تهران، ۱۳۳۳
۲۰. «برگزیده شعر فارسی»، شماره اول (دوره‌های طاهریان، صفاریان، سامانیان و آل بویه)، تهران: مجله دانشکده ادبیات دانشگاه تهران، ۱۳۳۱
۲۱. «نصرالدین طوسی: زبان ادبیات پارسی»، تهران: مجله دانشکده ادبیات دانشگاه تهران، ۱۳۲۵
۲۲. 

### تصحیح کتب
۱. ابن سینا (۱۳۳۱)، دانشنامه علائی، تهران: انجمن آثار ملی
۲. نظامی عروضی سمرقندی (۱۳۳۱)، چهار مقاله، تهران: دانشگاه تهران
۳. «مجموعه اشعار دهخدا» با مقدمه مشروح در ترجمه احوال و آثار وی.، تهران، ۱۳۳۴
۴. ناصر خسرو قبادیانی (۱۳۳۲)، جامع الحکمتین، تهران: انیستیتوی ایران و فرانسه
۵. شرح قصیده ابوالهیثم، تهران: انیستیتوی ایران و فرانسه، ۱۳۳۴
۶. محمدحسین بن خلف تبریزی (۱۳۳۰)، برهان قاطع، تهران
۷. محمد عوفی (۱۳۳۵)، جوامع الحکایات، تهران: دانشگاه تهران
۸. روزبهان بقلی فسایی (۱۳۳۷)، عبهر العاشقین، تهران: انیستیتو ایران و فرانسه

### ترجمه‌ها
۱. علی الجارم و مصطفی امین (۱۳۱۶)، روان‌شناسی تربیتی ترجمه از «علم النّفس و آثارُه فی التّربیةِ و التّعلیم»، اهواز: انتشارات ادارهٔ فرهنگ خوزستان
۲. والتر هنینگ (به انگلیسی: W.B.Hening) (۱۳۲۹)، کتیبه‌های پهلوی، تهران: مجله یغما
۳. «خسرو کواتان و ریدک وی» ترجمه از پهلوی، تهران: مجلهٔ آموزش و پرورش، ۱۳۲۳
۴. رومن گیرشمن (۱۳۳۶)، تاریخ ایران از آغاز تا اسلام، تهران: انتشارات بنگاه ترجمه و نشر کتاب، شابک ۹۷۸-۹۶۴-۹۹۲۳-۴۱-۳

### مقالات
مقالات وی در موضوعات ادب، تاریخ ادیان، ایران دوره قبل از اسلام و عهد اسلامی، تاریخ ادبیات، آثار باستانی، علوم تربیتی و…؛ در مجله‌های: ایران، مهر، سخن، آموزش و پرورش، یغما، یادگار، دانش (تهران)، اطلاعات ماهانه، اطلاعات هفتگی، فرهنگ (مشهد)، ایران لیگ (بمبئی)، روزگار نو (لندن)، اشتار (پاریس)، آهنگ (دهلی)، آریانا (کابل) و نیز در سالنامه‌های پاریس، ایران، جاوید، کارون (تهران) و یادنامه بیروتی (کلکته) به طبع رسیده و تعداد آن‌ها بالغ بر۲۰۴ است.

### آثار منتشرنشده
1. فرهنگ بزرگ فارسی شامل کلیه لغات متداول در فارسی، تاریخ استعمال کلمه در زبان فارسی، معانی حقیقی و مجازی و شواهد معانی.
2. فرهنگ دستور زبان فارسی شامل مباحث دستوری.
3. جلد دوم حافظ شیرین سخن.

## نشان‌ها و افتخارات
- نشان درجه سوم علمی در سال ۱۳۱۶.
- نشان درجه دوم علمی در سال ۱۳۲۱
- نشان درجه دوم سپاس در سال ۱۳۲۷.
- جایزهٔ Tamhour از طرف Académie des Inscriptions در سال ۱۳۲۱.

همچنین در سال ۱۳۴۰ از طرف دولت فرانسه نشان عالی «هنر و ادب» به ایشان اهدا شد.